# Schriftform
Schriftform ist im allgemeinen Sprachgebrauch eine 

„[bestimmten Anforderungen genügende] schriftliche Form.“

## Rechtswesen
Im Rechtswesen ist die Schriftform ein gesetzliches Formerfordernis, wonach bestimmte Schriftstücke, Verträge oder Urkunden schriftlich abgefasst sein müssen sowie vom Aussteller und dessen Vertragspartner eigenhändig mit voller Namensunterschrift zu unterzeichnen sind. Schriftform kann auch vertraglich für bestimmte Erklärungen vorgeschrieben werden, dann gelten über § 127 BGB grundsätzlich die gleichen Anforderungen wie bei gesetzlicher Schriftform.
Die Schriftform ist die urkundliche Gestaltung einer Willenserklärung oder eines Rechtsgeschäftes durch Text und Unterschrift. Sie ist neben der Textform, der elektronischen Form, der eigenhändigen Form, der notariellen Beurkundung und der gerichtlichen Beurkundung in einem gerichtlichen Vergleich eine Form eines Rechtsgeschäfts und in Deutschland durch § 126 BGB festgelegt.
Diese gesetzlichen Formerfordernisse bilden eine Ausnahme, damit der Rechtsverkehr nicht unnötig erschwert wird. Deshalb sind weite rechtliche Bereiche des täglichen Lebens formfrei gültig, insbesondere der Kaufvertrag. Es gibt jedoch einige Ausnahmen, bei denen das Gesetz ausdrücklich Schriftform vorsieht. Dann erfüllt sie eine
- Warnfunktion: Der Erklärende soll wegen der besonderen Risiken des Geschäfts vor übereilten Bindungen geschützt werden,
- Beweisfunktion und Klarstellungsfunktion: Die Form soll beweiskräftig klarstellen, ob und mit welchem Inhalt das Geschäft zustande gekommen ist.

Die Schriftform ist nach der Textform die schwächste Form gesetzlicher Formerfordernisse; bei den übrigen Formerfordernissen (Beglaubigung und Beurkundung) ist ein Notar oder eine andere Urkundsperson einzuschalten. Die Schriftform kann durch Beglaubigung oder Beurkundung ersetzt werden, umgekehrt können beglaubigungs- oder beurkundungspflichtige Rechtsgeschäfte nicht durch Schriftform ersetzt werden.

## Rechtslage in Deutschland

### Wahrung der gesetzlichen Schriftform
Schreibt ein Gesetz für eine Erklärung die Schriftform vor, muss die Urkunde nach § 126 Satz 1 BGB von dem Aussteller eigenhändig durch Namensunterschrift oder mittels notariell beglaubigten Handzeichen (§ 40 BeurkG) unterzeichnet sein. Ein nicht notariell beglaubigtes Namenskürzel, ein Faksimile, der gedruckte, maschinelle oder elektronisch erstellte Namenszug genügen nicht, um die gesetzliche Schriftform zu erfüllen. Auch der Satz: „Dieses Schreiben wurde maschinell erstellt und ist ohne Unterschrift gültig“ genügt nicht der gesetzlichen Schriftform, es sei denn, das Gesetz lässt im Massenverkehr Ausnahmen zu (§ 793 Abs. 2 Satz 2 BGB, § 13 Satz 1 AktG oder § 3 Abs. 1 VVG).
Die Unterschrift muss den Text räumlich abschließen. Eine „Oberschrift“ am oberen Rand wie bei den zeitweilig von Kreditinstituten eingesetzten Überweisungsformularen genügt ebenso nicht wie neben dem Text stehende „Nebenschriften“. Ober- und Nebenschriften sind schon vom äußeren Erscheinungsbild her nicht geeignet, die Übernahme der Verantwortung für den auf dem Schriftstück befindlichen Text auszudrücken, sie erfüllen nicht die einer Unterschrift zukommende Funktion, den Urkundentext räumlich und zeitlich abzuschließen.
Bei einem Vertrag muss die Unterzeichnung der Parteien auf derselben Urkunde erfolgen (Urkundeneinheit). Werden über den Vertrag mehrere gleichlautende Urkunden aufgenommen, so genügt es, wenn jede Partei die für die andere Partei bestimmte Urkunde unterzeichnet. In der Praxis ist wichtig, dass zur Urkundeneinheit nicht eine feste körperliche Verbindung notwendig ist („Auflockerungsrechtsprechung“). Für die Beurteilung, ob ein aus mehreren Teilen bestehendes Vertragswerk eine einheitliche Urkunde bildet mit der Folge, dass die Unterzeichnung eines Vertragsbestandteils auch die schriftformbedürftigen Inhalte eines anderen Vertragsbestandteils abdeckt, kommt es nicht entscheidend darauf an, ob die Blätter des Vertrags nebst Anlagen bei dessen Unterzeichnung mit einer Heftmaschine körperlich derart miteinander verbunden sind, dass eine Lösung nur durch Gewaltanwendung (Lösen der Heftklammer) möglich ist. Der Bundesgerichtshof (BGH) hat an dem ursprünglichen Erfordernis einer festen körperlichen Verbindung einer aus mehreren Blättern bestehenden Urkunde nicht festgehalten. Nach der sogenannten „Auflockerungsrechtsprechung“ ist eine feste körperliche Verbindung der einzelnen Blätter einer Urkunde nicht erforderlich, wenn sich deren Einheitlichkeit aus anderen eindeutigen Merkmalen ergibt.
Der über der Unterschrift stehende Text braucht nicht fertiggestellt zu sein, wenn die Urkunde unterschrieben wird. Der Erklärende kann das Papier auch blanko zeichnen, die Schriftform ist in diesem Falle mit Vervollständigung der Urkunde gewahrt.
Die schreibtechnische Ausgestaltung einer Urkunde, die der Schriftform genügen soll, ist nicht festgelegt. Der Aussteller muss den Text nicht selbst verfassen; er kann fremde Vordrucke oder vorformulierte Formulare benutzen. Es genügt, dass er den Text durch seine Unterschrift als seine Erklärung gelten lässt. Einzige Ausnahme bildet das eigenhändige Testament (siehe unten) bei diesem sind sowohl (fremd-)handschriftliche als auch maschinenschriftliche oder gedruckte Texte nicht statthaft.
Ist die Schriftform nicht durch Gesetz vorgeschrieben, sondern durch Rechtsgeschäft bestimmt, genügt, soweit nicht ein anderer Wille anzunehmen ist, die telekommunikative Übermittlung und bei einem Vertrag der Briefwechsel. Wird eine solche Form gewählt, so kann nachträglich eine Original-Unterschrift oder ein notarielles Handzeichen verlangt werden.

### Gesetzliche Anordnungen der Schriftform
Der Schriftform bedürfen kraft Gesetzes
- die Quittung (§ 368 BGB),
- der Verbraucherdarlehensvertrag (§ 492 Abs. 1 BGB),
- Kündigung von Mietverträgen (§ 568 Abs. 1 BGB),
- Mietverträge für Wohnungen und Gewerberäume mit einer festen Laufzeit von mehr als einem Jahr (§ 550 BGB),
- ein Arbeitsvertrag für ein zeitlich befristetes Arbeitsverhältnis (§ 14 Abs. 4 TzBfG),[8][9]
- Kündigung eines Arbeitsvertrages (§ 623 BGB),
- Betriebsvereinbarungen (§ 77 Abs. 2 BetrVG),
- Leibrentenversprechen (§ 761 BGB),
- Bürgschaft (§ 766 BGB),
- Schuldversprechen (§ 780 BGB),
- Schuldanerkenntnis (§ 781 BGB),
- Annahme einer Anweisung (§ 784 BGB),
- Inhaberschuldverschreibung (§ 793 BGB),
- die Abtretung von Brief-Grundpfandrechten (§ 1154 Abs. 1 BGB),
- die Patientenverfügung § 1901a Abs. 1 Satz 1 BGB,
- die Vollmacht, die medizinische Behandlungen oder freiheitsentziehende Maßnahmen umfasst (§ 1904 Abs. 5, § 1906 Abs. 5 BGB; sog. Vorsorgevollmacht); hier reicht auch die öffentliche Beglaubigung eines Handzeichens durch die Betreuungsbehörde, § 6 Abs. 2 BtBG,
- die Vollmacht, die im Zivilprozess für eine nicht prozessfähige Person erteilt wurde (§ 51 Abs. 3 ZPO),
- der Pflegevertrag (§ 120 SGB XI),
- der Heimvertrag (§ 6 WBVG),
- eine Vereinbarung zwischen dem Kaufmann und dem Handlungsgehilfen, die den Gehilfen für die Zeit nach Beendigung des Dienstverhältnisses in seiner gewerblichen Tätigkeit beschränkt (Wettbewerbsverbot; § 74 Abs. 1 HGB) sowie
- Scheck und Wechsel (Art. 1 SchG und Art. 1 WG).
- Beitritt[10] und Beendigung[11] einer Genossenschaftsbeteiligung. (Widerruf Textform)

Im öffentlichen Recht ist die Schriftform für Verwaltungsakte in § 37 VwVfG, § 33 Abs. 2 SGB X, § 119 AO normiert, für öffentlich-rechtliche Verträge in § 57, § 62 VwVfG in Verbindung mit § 126 BGB.
Das eigenhändige Testament muss komplett vom Erblasser handschriftlich verfasst und durch diesen eigenhändig unterschrieben sein (§ 2247 Abs. 1 BGB). Beim eigenhändigen Testament ist zwar die Unterschrift mit Vorname und Familiennamen des Erblassers die Regel, doch darf auch auf andere Weise unterschrieben werden („euer Vater“; § 2247 Abs. 3 Satz 2 BGB).

### Gewillkürte Schriftform
Für alle eigentlich nicht schriftformbedürftigen Rechtsgeschäfte sieht das Gesetz noch die freiwillig vereinbarte („gewillkürte“) Schriftform vor (§ 127 BGB). Bei der gewillkürten Schriftform gelten nach § 127 Abs. 2 BGB geringere Anforderungen als für die gesetzliche Schriftform. Es genügt dann, soweit nicht ein anderer Wille anzunehmen ist, die telekommunikative Übermittlung, also zum Beispiel durch Telefax oder E-Mail.

### Rechtsfolgen mangelnder gesetzlicher Schriftform
Das Gesetz knüpft an das Schriftformerfordernis eine wesentliche Rechtsfolge. Mangelt es an der vom Gesetz vorgeschriebenen Schriftform, sind die getätigten Rechtsgeschäfte wegen Formmangels nichtig (§ 125 BGB), entfalten also von Anfang an keinerlei Rechtswirkungen. Von dieser Regel gibt es nur wenige Ausnahmen.
Insbesondere sieht der Gesetzgeber bei manchen Rechtsgeschäften ausdrücklich vor, dass eine nachträglich Heilung:
- Der Verbraucherdarlehensvertrag ist auch ohne Schriftform gültig – mit modifiziertem Inhalt –, wenn der Kredit an den Verbraucher ausgezahlt wurde (§ 494 Abs. 2 BGB).
- Die nicht der Form entsprechende Bürgschaft ist wirksam, wenn der Bürge hieraus zahlt (§ 766 BGB)
- Die Inhaberschuldverschreibung ist unter den Voraussetzungen des § 793 Abs. 2 Satz 2 BGB auch ohne eigenhändige Unterschrift gültig.

Wird der Mietvertrag für längere Zeit als ein Jahr nicht in schriftlicher Form geschlossen, so gilt er für unbestimmte Zeit (§ 550 BGB).

## International

### Rechtslage in Österreich
In Österreich überlässt es das Gesetz regelmäßig den Parteien, in welcher Form sie ein Geschäft schließen wollen. Mündlich, schriftlich aber auch mit oder ohne Zeugen können Geschäfte abgeschlossen werden. Es gilt der Grundsatz der Formfreiheit. Dieser ist aber durch zahlreiche Sonderregelungen eingeschränkt. Die meisten Verträge kommen schon durch die erklärte Willensübereinstimmung der Parteien zustande (Konsensualverträge), aber es gibt auch Realverträge, die zusätzlich eine tatsächliche Leistung einer Partei erfordern (z. B. Leihvertrag, Verwahrungsvertrag). Die Formvorschriften dienen im Wesentlichen dem Verbraucherschutz und dem Schutz vor Übereilung (z. B. Schriftlichkeit für die Verpflichtungserklärung des Bürgen oder bestimmter Verbrauchergeschäfte), dem Schutz besonders hilfsbedürftiger Personen (z. B. Blinden), der Beweissicherung (z. B. bei Zustimmungserklärung bei medizinisch unterstützter Fortpflanzung, Schriftform von Testamenten, Patientenverfügungen, Mietrecht, Dokumentationspflicht durch Gericht oder Notar bei Erbverzicht oder wenigen Unternehmenstransaktionen) und der Offenkundigkeit (z. B. Eheschließung nur vor dem Standesbeamten). Hinsichtlich der elektronischen Signatur gibt es Sonderbestimmungen.

### Rechtslage in der Schweiz
In der Schweiz unterstehen Verträge grundsätzlich keiner Formvorschrift. Falls für einen Vertrag eine bestimmte Form erforderlich ist, wird diese explizit im Gesetz erwähnt (Art. 12 OR). Ist für ein bestimmtes Rechtsgeschäft eine schriftliche Form vorgeschrieben, so muss der Vertrag von allen Parteien handschriftlich unterschrieben werden oder mit einer sog. „qualifizierten digitalen Signatur“ nach Schweizer Signaturgesetz (ZertES) digital signiert werden (mit Ausnahme von Rechtsgeschäften, für die eine Beurkundung erforderlich ist wie z. B. ein Grundstückkauf oder ein Ehevertrag – diese Arten von Rechtsgeschäften bedürfen zwingend der handschriftlichen Unterschrift).